# Girocúpula-rotonde pentagonal alongada
Em geometria, a girocúpula-rotonde pentagonal alongada é um dos sólidos de Johnson (J41). Como o nome sugere, pode ser construída alongando-se uma girocúpula-rotonde pentagonal (J33) ao inserir-se um prisma decagonal entre suas metades. Rotacionando-se uma das metades em 36 graus em relação a outra antes da junção do prisma resulta em uma ortocúpula-rotonde pentagonal alongada (J40).